# Liebe und Ehe
Liebe und Ehe, op. 465, är en polkamazurka av Johann Strauss den yngre. Den spelades första gången den 5 januari 1896 i Gyllene salen i Musikverein i Wien.

## Historia
Strauss operett Waldmeister hade premiär på Theater an der Wien den 4 december 1895. Musiken räckte till att arrangera sex separata orkesterverk. Alla utom ett arrangerades av Strauss själv, Waldmeister-Quadrille överlät han åt dirigenten Leopold Kuhn (1861-1902). Den 5 januari 1896 dirigerade Johanns broder Eduard Strauss orkestern Capelle Strauss i en av sina söndagskonserter i Musikverein. På programmet stod bland annat: "'Liebes-Philosophie', Polkamazurka från operetten 'Waldmeister' av Johann Strauss". Två veckor senare, den 19 januari, dirigerade Eduard åter polkan, men denna gång hade verket titeln 'Lebens-Philosophie'. 
Under tiden hade Johanns förlag i Berlin, Bote & Bock, bestämt sig för en helt annan titel för den polka de publicerade den 17 januari 1896: Liebe und Ehe. Det var ingen slumpvis utvald titel då den härrör sig från Erasmus kuplett (Nr 16) i akt III där första versen börjar med "Die Liebe kommt, die Liebe geht" (Kärleken kommer, kärleken går), medan andra versen börjar med "Die Ehe kommt, die Ehe bleibt" (Äktenskapet kommer, äktenskapet stannar). Kupletten gav inte bara namn åt polkan, men även melodin till polkans inledning (tema 1A och 1B). Det första temat (2A) i trio-delen återfinns i mellanspelet mellan akt I och II, medan temat (2B) som följer inte återfinns i det publicerade klaverutdraget. Melodin kan ha tagits bort från operetten innan den slutliga versionen av Waldmeister avgjordes.
Den 18 maj 1897, nästan arton månader efter att Liebe und Ehe hade publicerats, framträdde Eduard Strauss i London. Det tryckta programmet visar att han framförde Johanns "Polkamazurka från operetten 'Waldmeister'", men den titel han valde att översätta från tyska till engelska blev verkets första: "The Philosophy of Life", vilket visar att han möjligen dirigerade stycket utifrån ett handskrivet manuskript snarare än en tryckt upplaga av polkan. När Eduard långt senare katalogiserade alla familjens musikverk sorterade han Johanns opus 465 under sin originaltitel: "Liebes-Philosophie".

## Om polkan
Speltiden är ca 3 minuter och 9 sekunder plus minus några sekunder beroende på dirigentens musikaliska tolkning.
Polkan var ett av sex verk där Strauss återanvände musik från operetten Waldmeister:
- Trau, schau, wem!, Vals, Opus 463
- Herrjemineh, Polka-française, Opus 464
- Liebe und Ehe, Polkamazurka, Opus 465
- Klipp-Klapp-Galopp, Schnellpolka, Opus 466
- Es war so wunderschön, Marsch, Opus 467
- Waldmeister-Quadrille, Kadrilj, Opus 468

## Weblänkar
- Liebe und Ehe i Naxos-utgåvan.